# Lo scapolo
Lo scapolo is een Italiaans-Spaanse film van Antonio Pietrangeli die werd uitgebracht in 1955. 
Deze komedie behoort tot de meest succesrijke Italiaanse films van het Italiaanse filmseizoen 1955-56. Het is tevens de film waarin Sandra Milo haar debuut maakte.

## Verhaal
Rome. Paolo is een gelukkige en zelfzekere vrijgezel die graag flirt. Hij houdt zelfs een notitieboekje bij waarin al zijn veroveringen alfabetisch prijken. 
Wanneer zijn vriend Armando trouwt, ziet Paolo zich verplicht het appartement te verlaten waar hij met Armando samenwoonde. Hij vindt een kamer in een klein en ongezellig pension waar hij de knappe en jonge airhostess Gabriella leert kennen. Ze valt erg in de smaak en hij begint haar het hof te maken. Gabriella is niet alleen een verleidelijke verschijning maar ook een romantische ziel. Zijn bindingsangst speelt hem echter voor de zoveelste keer parten: wanneer zij het met hem heeft over een gezamenlijke toekomst neemt hij de benen.
Wanneer Paolo zijn moeder en zijn zuster op het platteland bezoekt krijgt hij al meteen de opdracht van zijn moeder om Peppino, de verloofde van zijn zuster, na vier jaar verloving aan te sporen tot een huwelijk. Hij belooft Peppino zelf te trouwen nadat hij met zijn zus is getrouwd. 
Zijn moeder laat het daar echter niet bij: ze wil dat haar zoon een geschikte vrouw ontmoet en nodigt dan ook een goede huwelijkskandidate uit, een zekere Catina, een gestudeerde boekengeleerde in wie Paolo tot zijn grote ergernis zijn meerdere vindt. 
Terug in Rome slaat de twijfel toe bij Paolo. Hij begint een vrouw te zoeken. Hij ontmoet dames maar telkens voldoen ze niet: jaloersheid, opdringerige ouders, voorkomen, praatziek gedrag...

## Rolverdeling
| Acteur                | Personage                                  |
| --------------------- | ------------------------------------------ |
| Alberto Sordi         | Paolo Anselmi                              |
| Sandra Milo           | Gabriella, de airhostess                   |
| Nino Manfredi         | Peppino, de verloofde van de zus van Paolo |
| Madeleine Fischer     | Carla Alberini                             |
| Anna Maria Pancani    | Elsa                                       |
| Abbe Lane             | zichzelf                                   |
| Xavier Cugat          | zichzelf                                   |
| Fernando Fernán Gómez | Armando                                    |
| Marie Glory           | Catherine                                  |
| María Asquerino       | Catina                                     |
| Pina Bottin           | Anna, de bazin van de wasserette           |
| Franca Mazzoni        | Norma, de eigenares van het pension        |